# Видорово
Видорово (пол. Wydorowo) — село в Польщі, у гміні Сміґель Косцянського повіту Великопольського воєводства.
Населення — 199 осіб (2011).
У 1975-1998 роках село належало до Лешненського воєводства.

## Демографія
Демографічна структура станом на 31 березня 2011 року:
|          | Загалом | Допрацездатний вік | Працездатний вік | Постпрацездатний вік |
| -------- | ------- | ------------------ | ---------------- | -------------------- |
| Чоловіки | 100     | 25                 | 69               | 6                    |
| Жінки    | 99      | 21                 | 63               | 15                   |
| Разом    | 199     | 46                 | 132              | 21                   |